# أندريه غم
أندريه غم (بالبرتغالية: André Ghem‏) مواليد 29 مايو 1982 في بورتو أليغري، هو لاعب كرة مضرب برازيلي بدأ مسيرته كمحترف سنة 2003 يلعب باليد اليمنى ويحتل حالياً المرتبة رقم. 153 (1 فبراير 2016) في تصنيف رابطة محترفي كرة المضرب. أعلى تصنيف له في الفردي كان المركز الـ 118 في سنة 2015.

## روابط خارجية
- أندريه غم على موقع رابطة محترفي التنس (الإنجليزية)
- أندريه غم على موقع الاتحاد الدولي لكرة المضرب (الإنجليزية)
- أندريه غم على موقع خلاصة التنس.كوم (الإنجليزية)